# Sukumo
Sukumo (Japans: 宿毛市, Sukumo-shi) is een stad in de Japanse prefectuur Kochi. Op 31 oktober 2011 had de stad 22.752 inwoners en een bevolkingsdichtheid van 79,5 inw./km². De oppervlakte van de gemeente bedraagt 286,15 km².
De stad ligt op de plaats waar de Matsudarivier uitmondt in de Japanse Binnenzee, en werd in 1954 gesticht door het samenvoegen van zes dorpen.
Er is een veerdienst op Saiki.

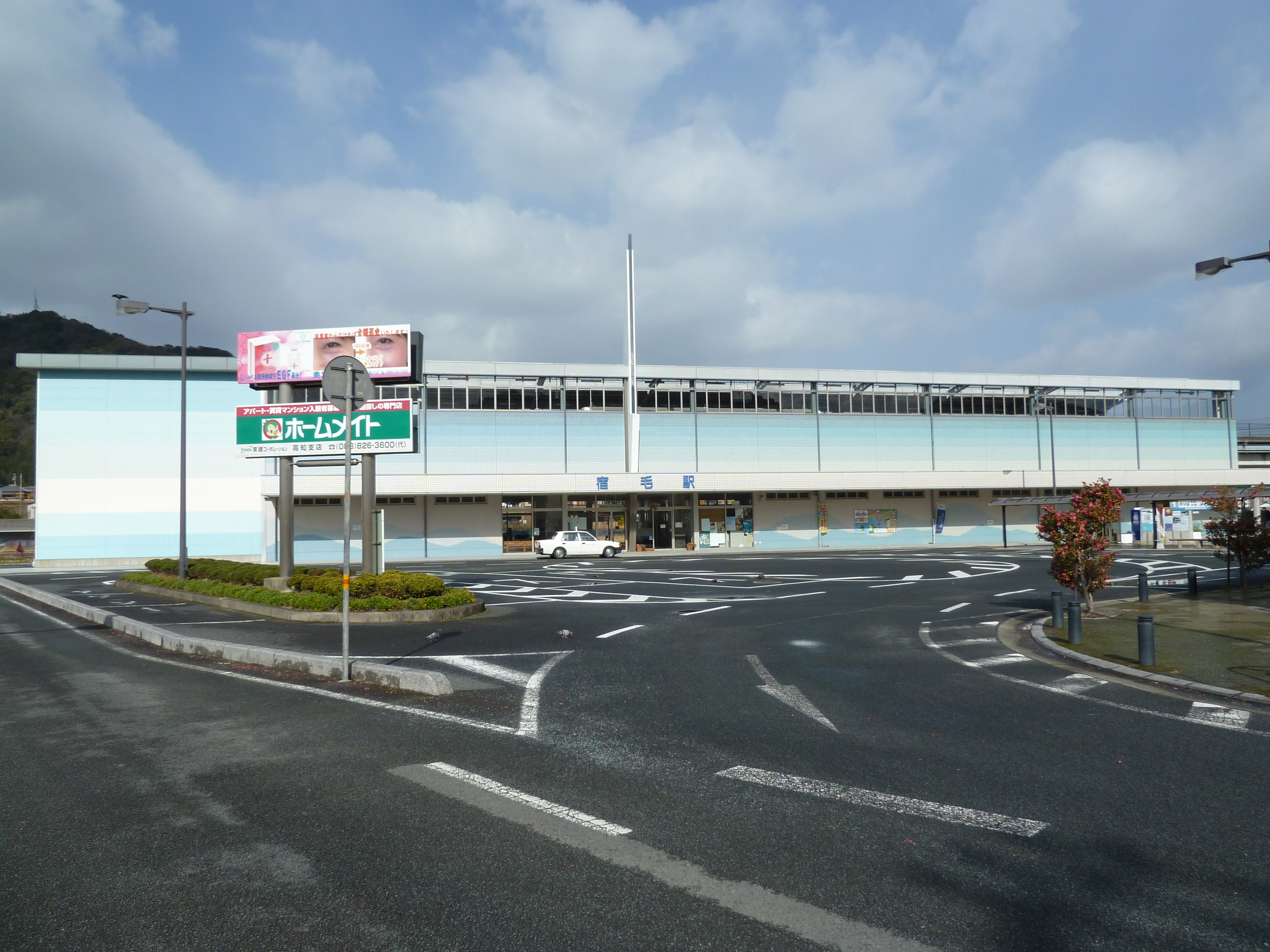
Station
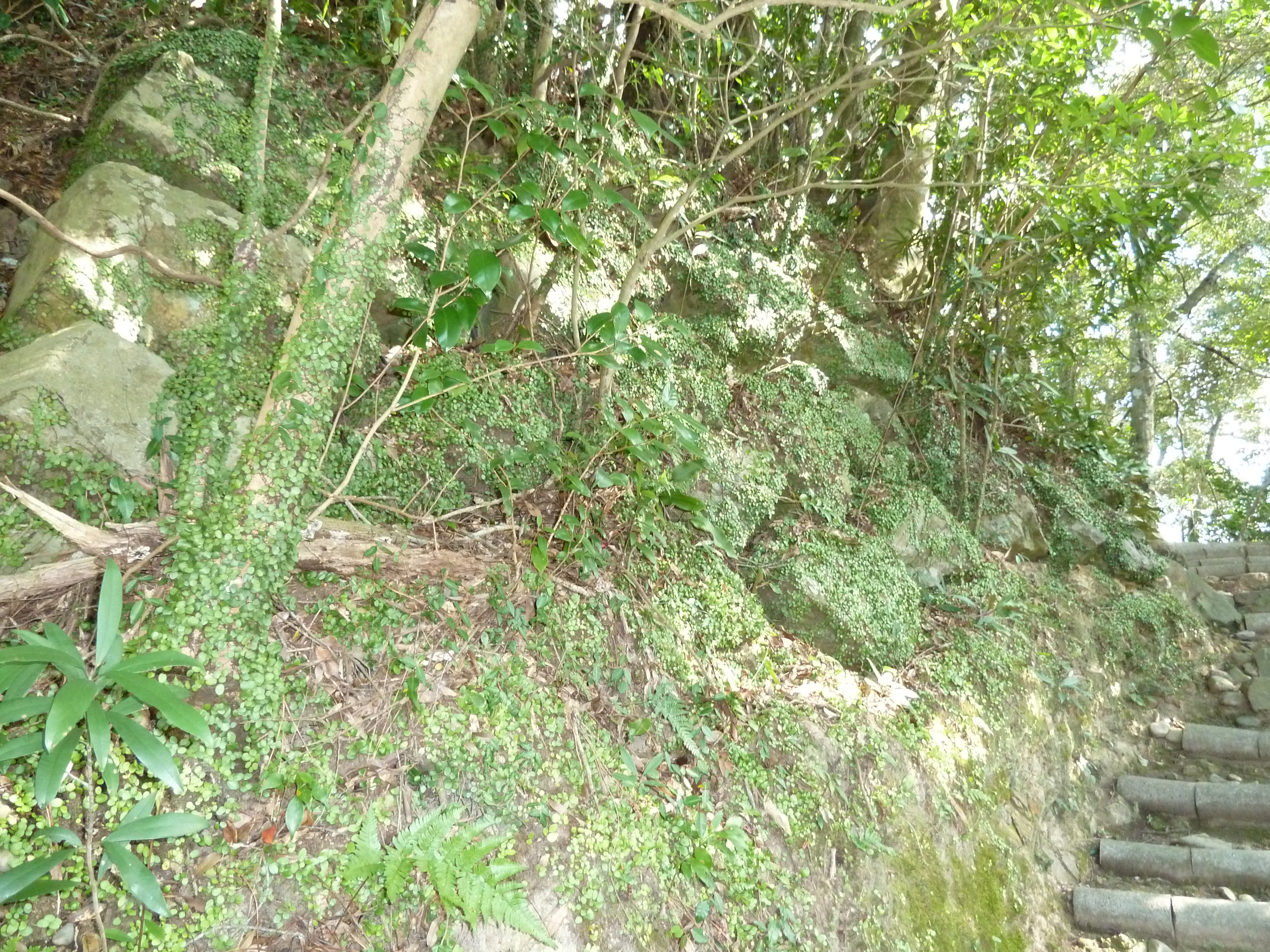
Stenen muur in het kasteel van Sukumo
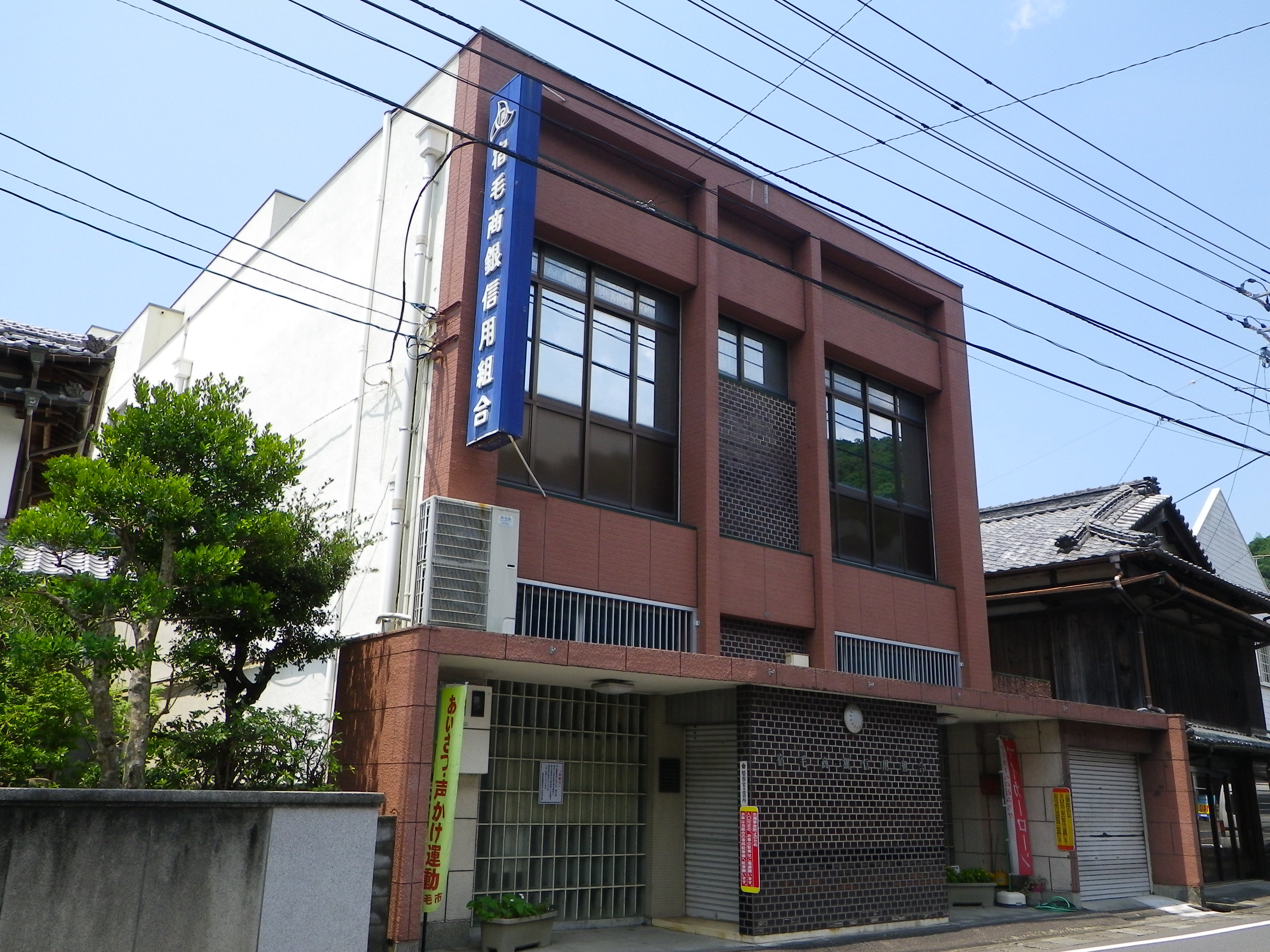
Coöperatieve leenbank
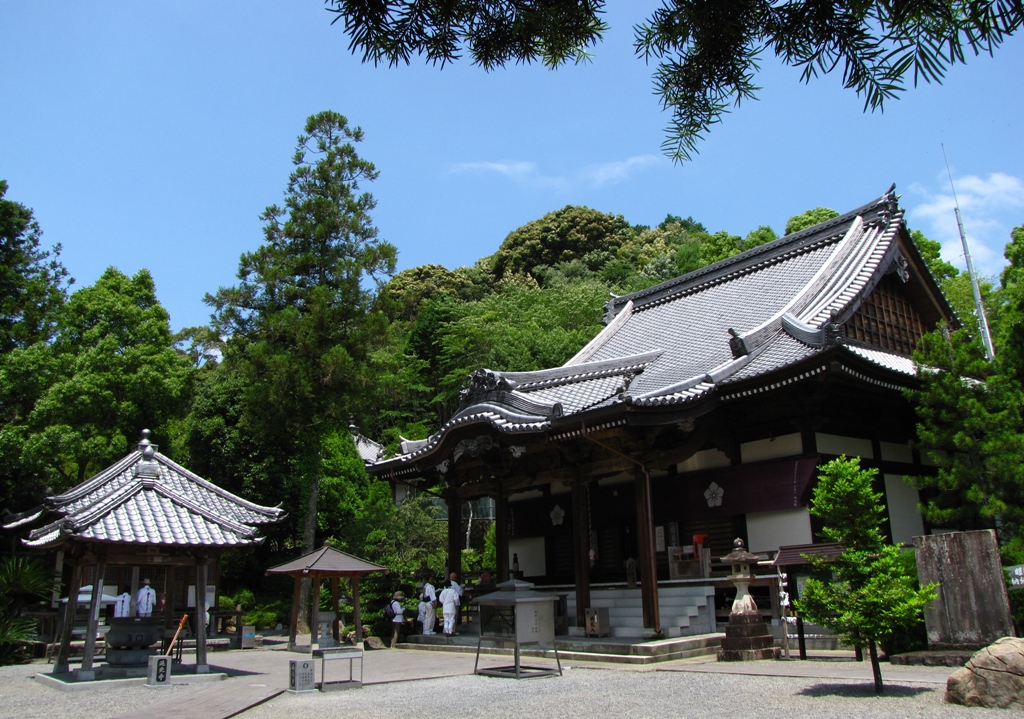
Enkou-tempel